# Ethnos360
Ethnos360 es una misión evangélica estadounidense, dedicada a la evangelización de indígenas de las zonas más remotas del mundo. 

## Historia
La NTM fue fundada por Paul Fleming de Los Ángeles, en 1942. En los años 30, Fleming había trabajado como misionero en la colonia británica Malasia. Inicialmente, la NTM se estableció en un antiguo club de Chicago. La organización envió su primer grupo en noviembre de 1942, a Bolivia. De los 10 adultos y seis niños, seis fueron asesinados el año siguiente por los aborígenes bolivianos, según la revista Time. 

En 1943, NTM comenzó a publicar su revista «Gold Brown». En 1944/45, NTM trasladó su sede a Chico, California. Poco después, se estableció un «boot camp» (centro de formación misionera) en «Fouts Springs», California.
En junio de 1950, el primer avión comprado por NTM se estrelló en Venezuela matando a las 15 personas a bordo. El segundo avión comprado por NTM se estrelló en noviembre del mismo año en el Monte Moran en Parque nacional de Grand Teton (Wyoming), cuando traía misioneros del extranjero, matando a las 21 personas a bordo, incluyendo cónyuges, varios niños y a su fundador, Paul Fleming.
En julio de 1953, 14 miembros de NTM en calidad de bomberos voluntarios murieron en el incendio que se conoció como «serpiente de fuego» a unos 25 kilómetros al norte de «Fouts Springs», en el «Parque nacional Mendocino» (California).

## Misión
La creencia fundamental de la Misión Nuevas Tribus es «Sola Scriptura», acompañada de una hermenéutica histórico-gramatical en la interpretación de las Escrituras. El énfasis puesto en la «inspiración palabra por palabra» conduce a la creencia literal, «en la caída del hombre, como resultado de su separación completa y universal de Dios y su necesidad de salvación» aquellos que mueren sin salvación irán al «castigo eterno» (de ahí el mandato de evangelizar a quienes no tienen acceso al evangelio). Además, NTM es una organización dispensacional, que suscribe al «regreso inminente pre-milenial de Jesucristo a la tierra antes de la tribulación».

## Críticas y controversia

### Espionaje y política
Paul Gifford acusa NTM de participar en espionaje industrial y de representar los intereses de la política exterior estadounidense en los países en que opera. Debido a los presuntos métodos de la misión en América Latina, NTM ha sido investigada, y posteriormente absuelta por el Comité de Derechos Humanos del Parlamento en Gran Bretaña de cualquier mala acción.
 
Sin embargo, una carta de protesta firmada por el Obispo Trevor Huddleston, lord Avebury, presidente del Grupo Parlamentario de Derechos Humanos, el Rabino Richard Rosen y Robin Hanbury-Tenison, Presidente de «Survival International»,  reclama a la Misión poner fin a sus actividades controversiales y respetar la religión tribal y la cultura.

### Expulsión de Venezuela
La organización Nuevas Tribus ha sido expulsada de  Venezuela, el 12 de octubre de 2005, Día de la resistencia indígena, bajo la acusación de tratarse de una «verdadera penetración imperialista, vergonzosa y dolorosa, que además explotan a los indios en nuestra propia casa». Esta acción del gobierno venezolano fue apoyada mayoritariamente por la Iglesia católica, coincidiendo con el gobierno en sus críticas.
«Los denominados misioneros tienen dos agendas, la pública y la oculta. Han construido pistas aéreas en las aldeas. Han traducido a la lengua indígena textos biblicos distintos de los valores de estas etnias. Tienen interés en los recursos naturales de Venezuela.» ... «En resumen: los textos que usan en las escuelas indígenas favorecen el modo de vida y la cultura norteamericana, sólo divulgan los símbolos patrios anteponiéndoles valores foráneos y colocan al indígena de espaldas a su realidad territorial, religiosa y cultural».

La expulsión fue bien recibida en medios académicos, indígenas y políticos, a partir de una larga historia de Nuevas Tribus en Venezuela, a quien se acusa de ser fachada para labores de prospección geológica y minera.

### Abuso
Un informe del 2010 de G.R.A.C.E. («Godly Response To Abuse In The Christian Environment»: Respuesta piadosa al maltrato en el ambiente cristiano), una organización dedicada a ayudar a las organizaciones cristianas a luchar contra el abuso, produjo informes documentados de abuso sexual, físico, emocional y espiritual en el internado de Fanda operado por NTM para los niños de los trabajadores de NTM en Senegal producidos durante la década de 1980 y 1990.

### Cacerías humanas
Según la ONG Survival International, en 1979 y 1986 Nuevas Tribus ayudó a organizar “cacerías humanas” en Bolivia y Paraguay.  En este último país, sacó del bosque por la fuerza a un gran número de totobiegosode, indígenas no contactados de la tribu de los ayoreo. Muchos ayoreo murieron en estos encuentros y otros sucumbieron más tarde a causa de enfermedades. Su forma de vida independiente, basada en la caza y la recolección, fue arrasada y fueron forzados a la evangelización para poder sobrevivir.